# ستان ستيفنز
ستان ستيفنز (بالإنجليزية: Stan Stephens)‏ هو صحفي وسياسي أمريكي وكندي، ولد في 16 سبتمبر 1929 في كالغاري في كندا وتوفي 3 أبريل 2021. نشط حزبياً في الحزب الجمهوري. وقد انتخب عضو مجلس ولاية مونتانا (1969 – 1985) وانتخب حاكم مونتانا ‏ (2 يناير 1989 – 4 يناير 1993).

## وصلات خارجية
- ستان ستيفنز على موقع إن إن دي بي (الإنجليزية)